# Anastasiya Markovich
Anastasiya Markovich (Oekraïens: Анастасія Маркович) (Briceni, Moldavië, 23 oktober 1979) is een kunstschilderes uit Oekraïne. Ze is nu werkzaam in haar woonplaats Tsjernivtsi, een stad in het zuidwesten van Oekraïne, waar ze is opgegroeid.
De kunstschilderes is bekend door haar schilderwerken in surrealistische stijl, verschillende tentoonstellingen en publicaties.
Werken van haar zijn bij particuliere kunstverzamelaars in verschillende landen, zoals Engeland, Duitsland, Frankrijk, Oekraïne, Nederland, Polen en Rusland.

## Levensloop

### Persoonlijke achtergrond
Anastasiya Markovich is de oudste van twee kinderen van Viktor Markovich en Irena Markovich (geboren Moskvina). Ze heeft een broer Yuri Markovich. Viktor Markovich en Yuri Markovich zijn kunstschilders, Irena Markovich maakt ontwerpen.
Anastasiya Markovich studeerde vanaf 1990 aan de Kunstacademie in Tsjernivtsi en studeerde af in 1994. Om haar schilderkunst verder te ontwikkelen ging ze studeren bij verschillende kunstenaars zoals Dariusz Milinski en maakte studiereizen door België, Duitsland, Frankrijk, Nederland en Polen. Vanaf 2009 studeert ze aan de faculteit grafische kunst van de Kunstacademie Jan Matejko, in Krakau Polen

### De culturele invloed van haar woonplaats Tsjernivtsi
Deze stad is als een smeltoven ontstaan uit eeuwen en eeuwen van culturele invloeden en tijdsverschillen. Tsjernivtsi is daarom zo interessant voor vele kunstenaars.
De stad is bekend om de kunstenaars die, hier hun meesterwerken in literatuur en dichtkunst schiepen, architectonische monumenten verrezen en beeldende kunst werd gemaakt.
Bekende kunstenaars uit Tsjernivtsi zijn onder anderen: Friedrich Zelnik filmproducent en acteur van de Duitse stomme film; Taras Sjevtsjenko dichter, kunstenaar en humanist; Yuri Fedkovych wordt beschouwd als de grondlegger van de literatuur in de Boekovina; Olha Kobylianska schrijfster en feministe; Paul Celan een van de belangrijkste dichters van voor de Tweede Wereldoorlog; Josef Hlavka architect, Viorica Ursuleac sopraan; Volodymyr Ivasjoek componist en tekstdichter; Pavlo Dvorsky popzanger.
Met deze achtergrond van de cultuurhistorie schildert Anastasiya Markovich haar werken.

## Schilderstijl
Haar schilderstijl is die van de surrealistische stijl

## Voorbeelden van werken

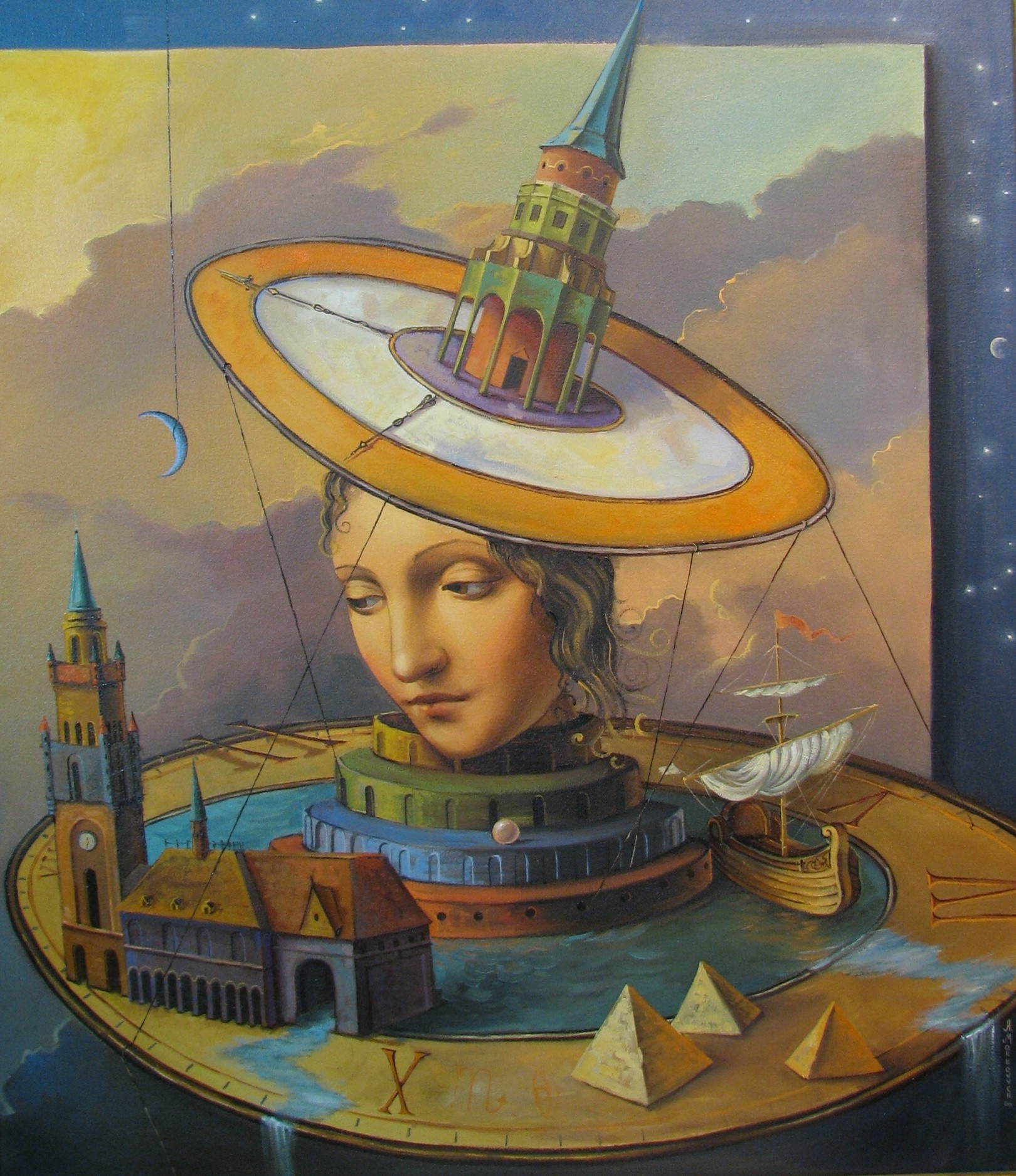
The Past. Olieverf schilderij op linnen, 2006. 70x60 cm.
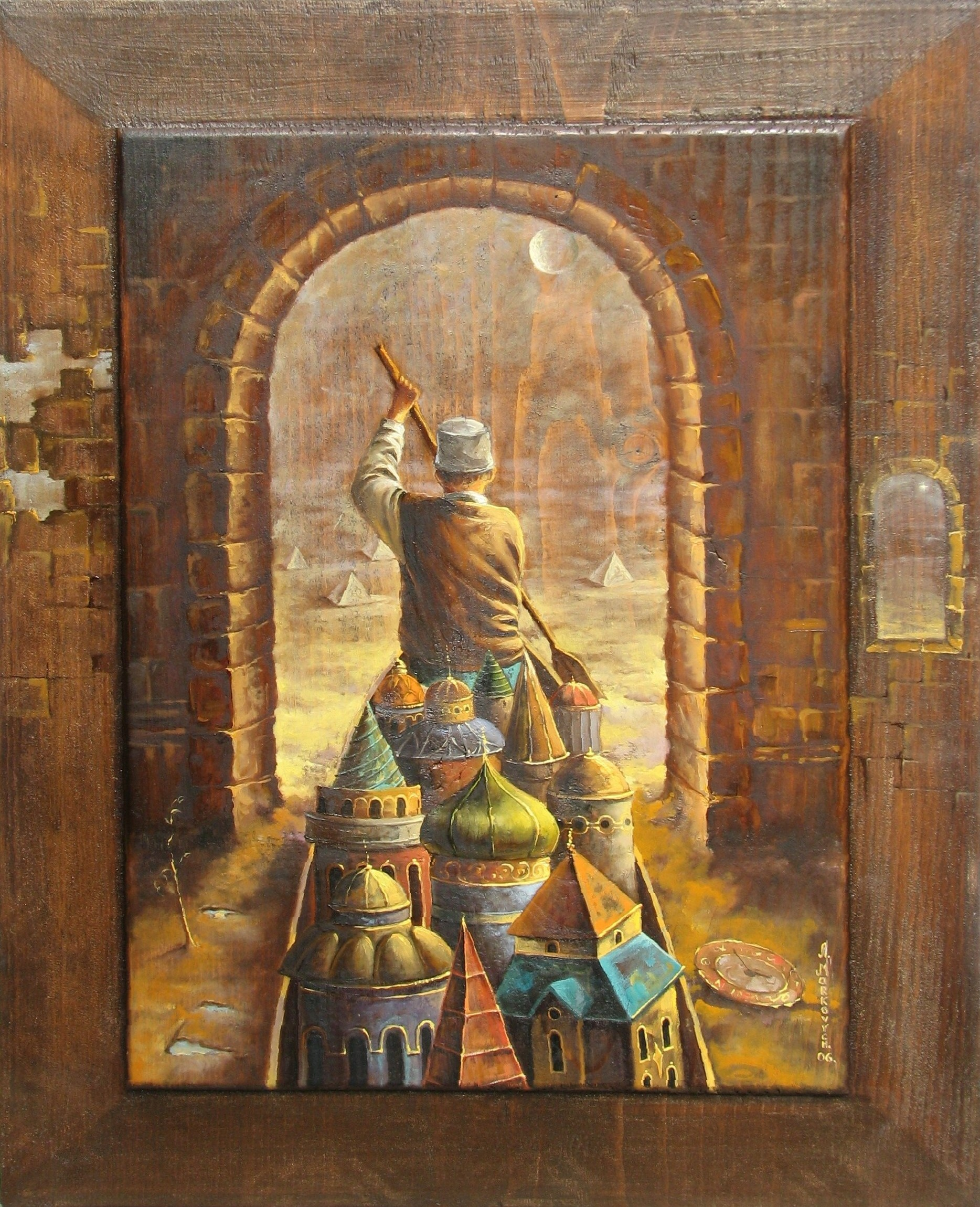
Traveller. Olieverf schilderij op een houten paneel, 2006. 40x30 cm.
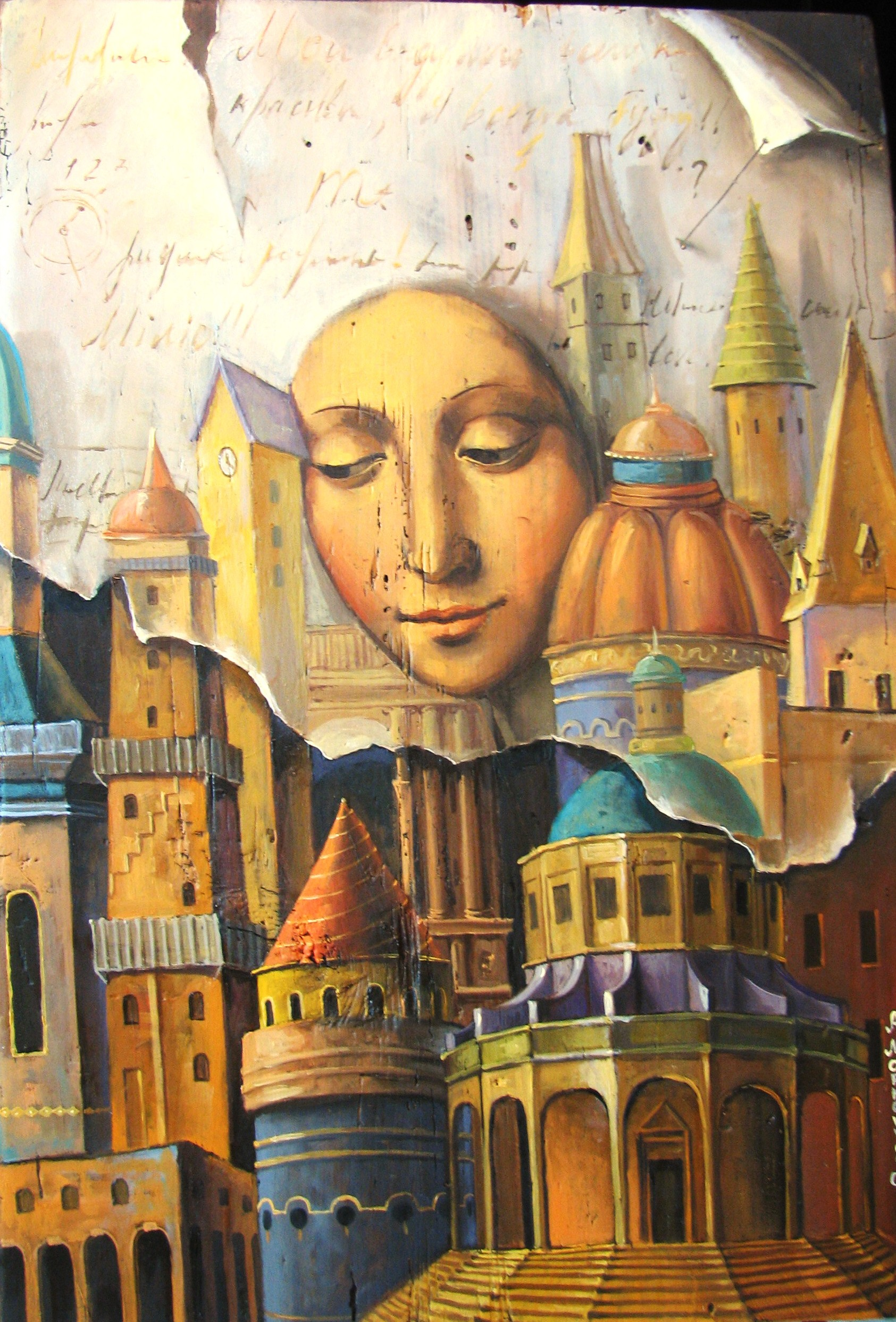
Through the Centuries. Olieverf schilderij op een houten paneel, 2006. 32x22 cm.
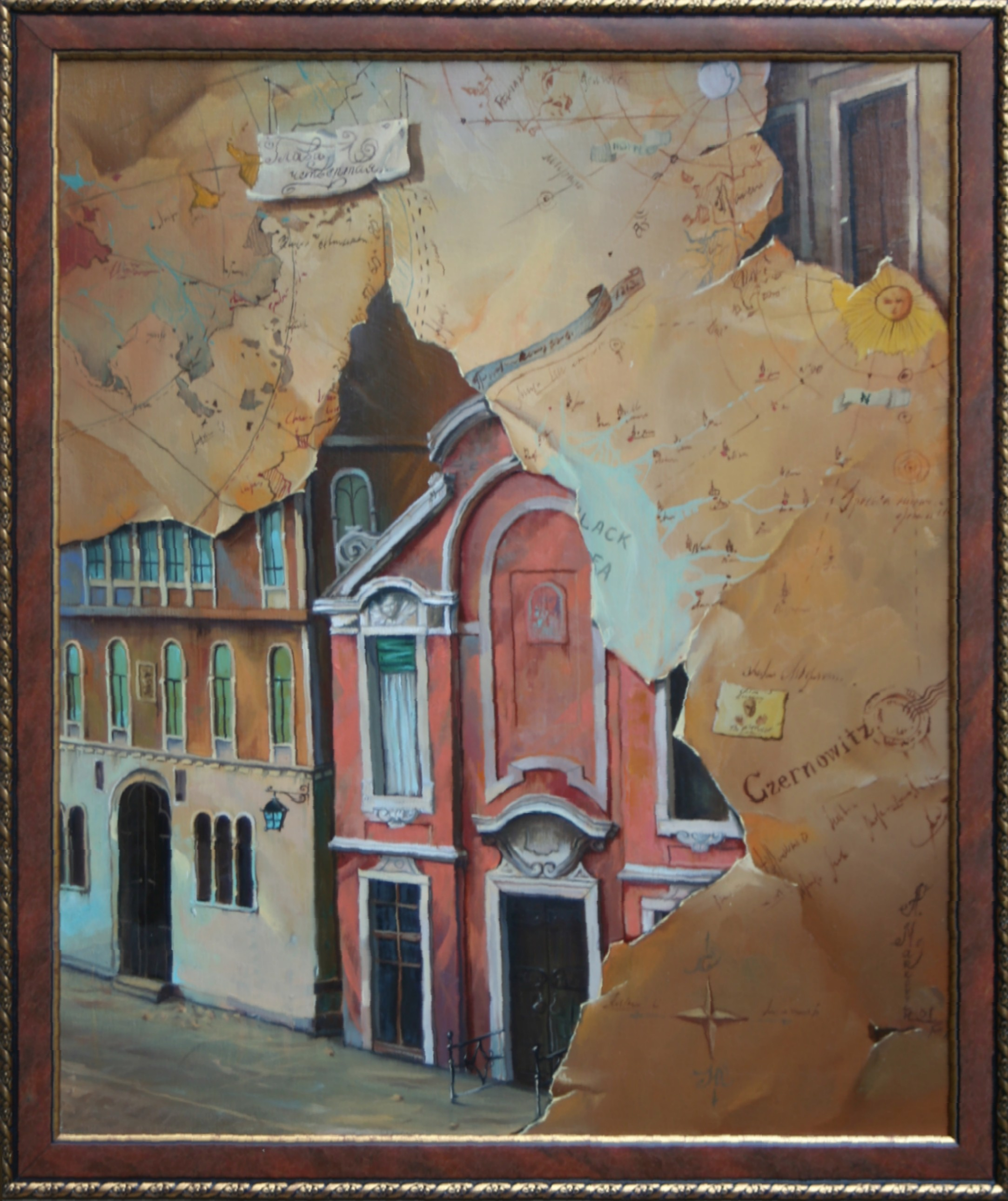
Day of the Town. Olieverf schilderij op linnen, 2008. 60x50cm.
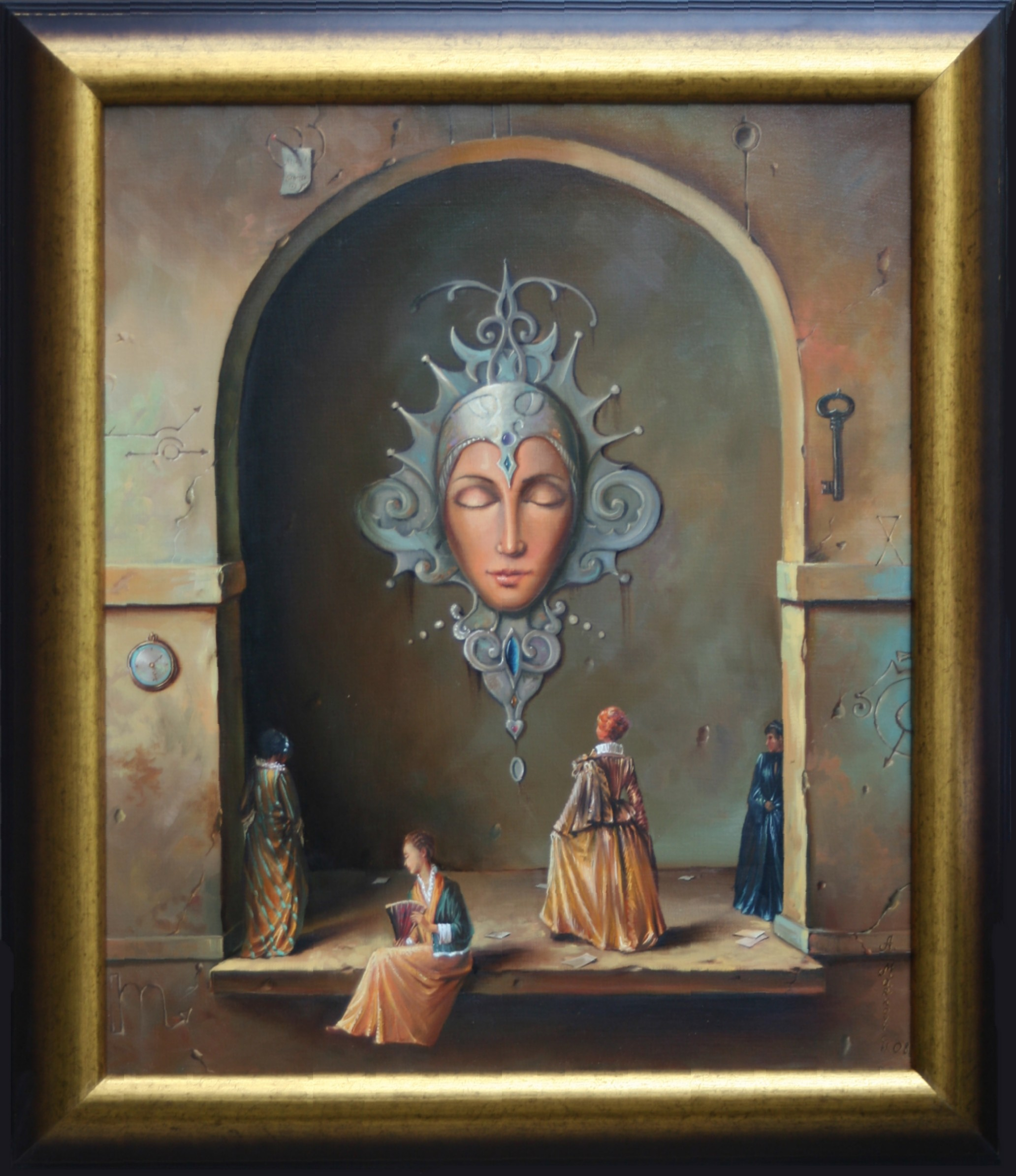
Mask. Olieverf schilderij op linnen, 2008. 60x50cm.
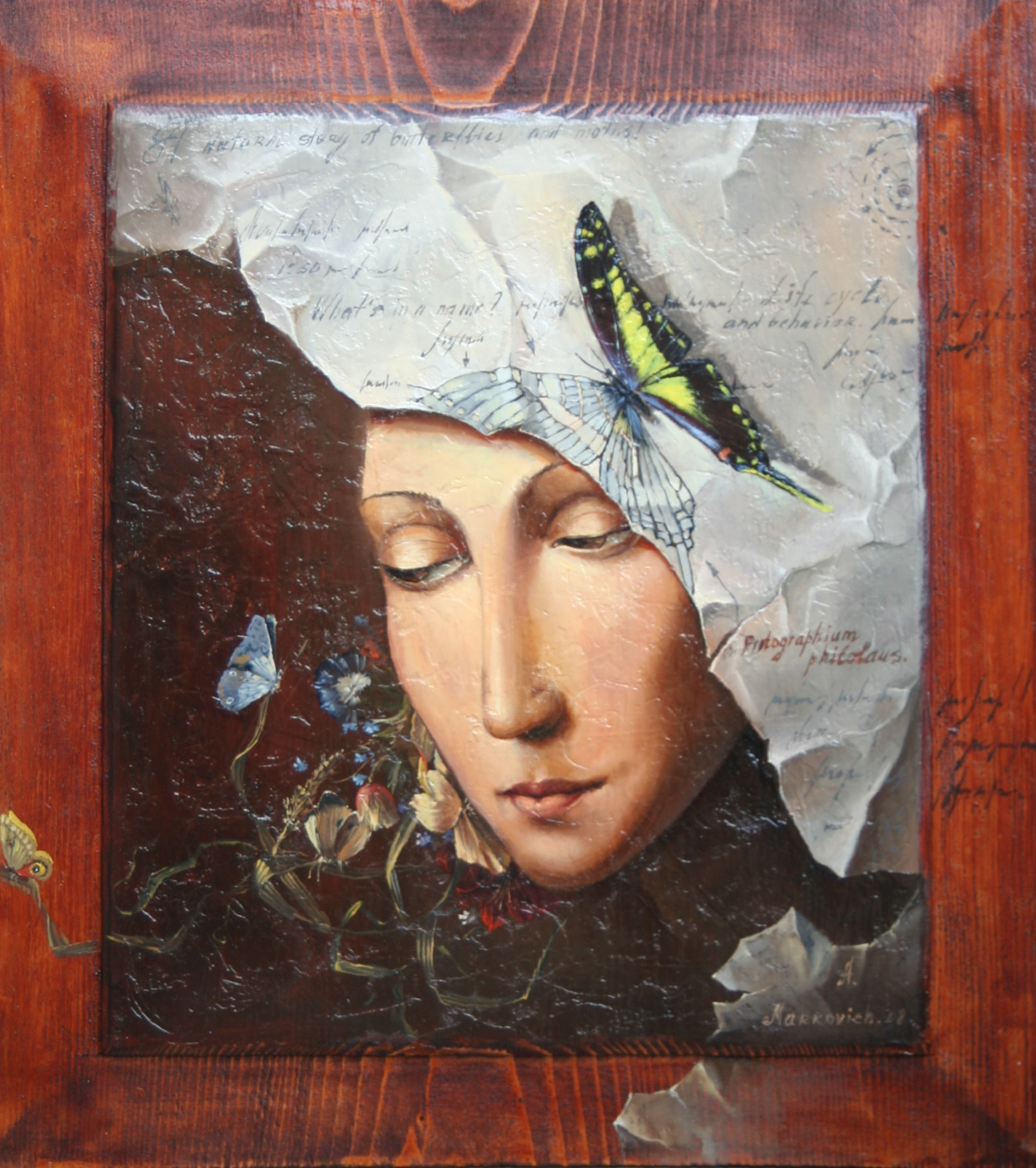
Illusion of Reality. Olieverf schilderij op een houten paneel, 2008. 50x44,5 cm.
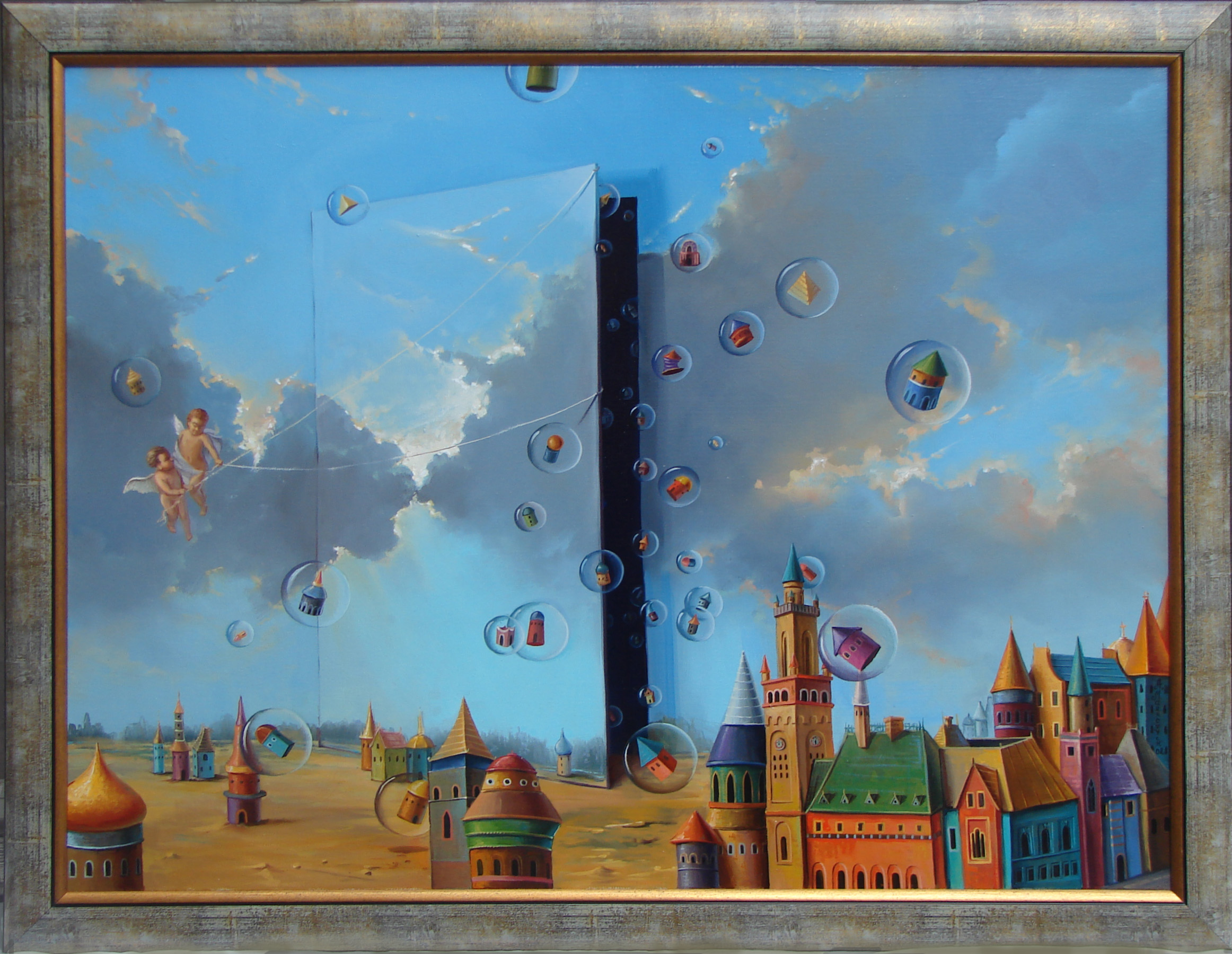
Balls of World. Olieverf schilderij op linen, 2008. 60x80cm.
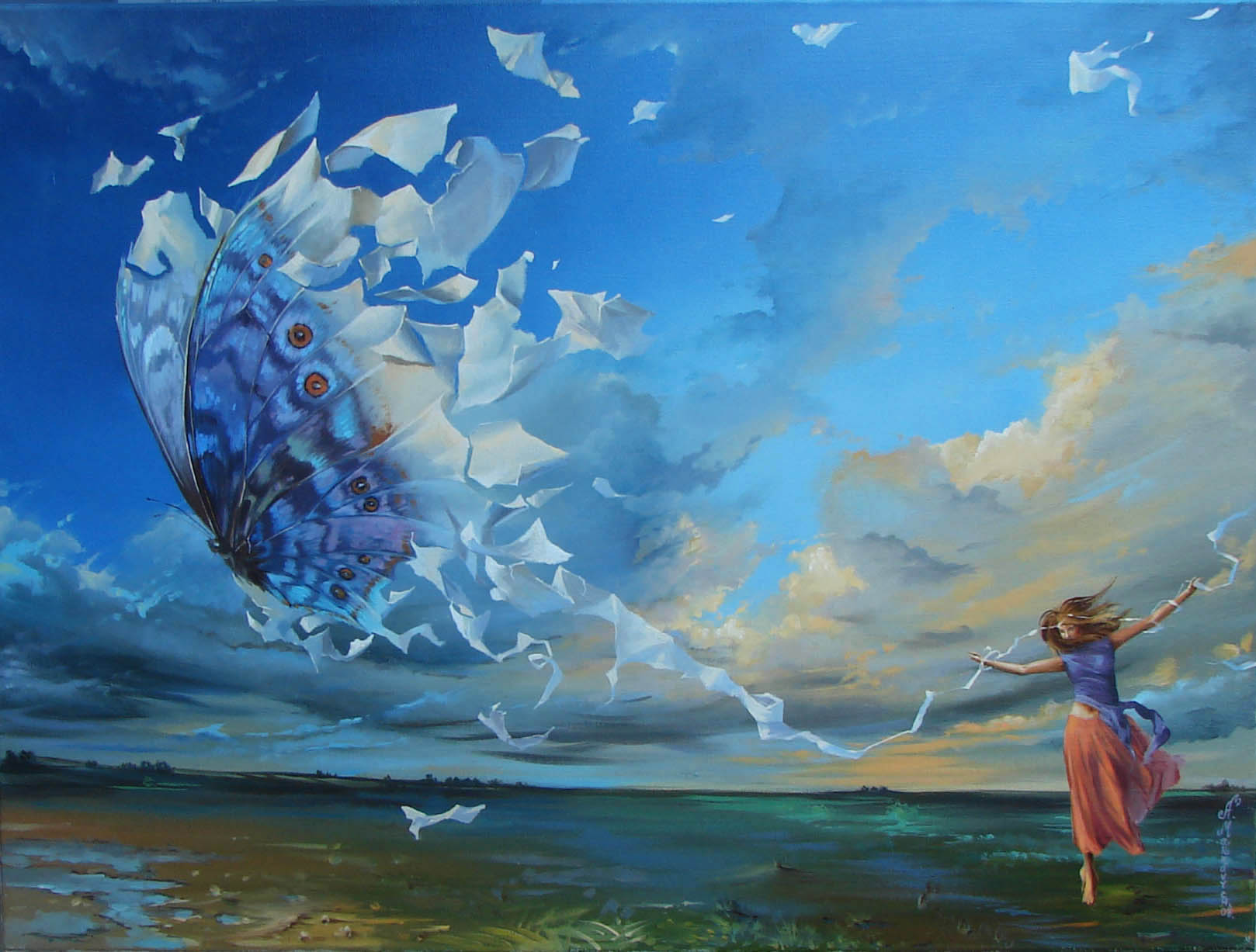
Effect of Butterfly. Olieverf schilderij op linen, 2008. 60x80cm.

## Tentoonstellingen
De kunstenares heeft aan verschillende nationale en internationale tentoonstellingen meegewerkt.
- 2004, Expositie in het park “Petriwski Jarmarok”, Tsjernivtsi.
- 2004, Expositie met Art on Wood in de kunstgalerie “Da, Da, Da”, Odessa.
- 2004, Expositie in “Salon of Art”, Tsjernivtsi.
- 2005, Expositie met Art on Wood in “The National Museum and Gallery of Lviv, Lviv.
- 2005, Expositie in Tsjernivtsi met Art on Wood in “House of Art”
- 2006, Expositie in “Salon of Art”, Tsjernivtsi.
- 2008, Expositie met Art on Wood in Boekarest, Roemenië.
- 2008, Introductie van het kunstboek op 6 september 2008 “Світ Левкасу”, The World of Levkas in Tsjernivtsi.
- 2008, Expositie in Hudozestvenny Salon, Tsjernivtsi.

## Publicaties
- 2004, Artikel in Newsweek (Poolse editie), 3/2004 18-01-04 van Magdalena Łukaszewicz.
- 2005, Diploma uitgereikt door de burgemeester Mykola Fedoruk van Tsjernivtsi.
- 2005, Artikel in het blad Версії, nr 45 11-11/18-11 2005 Titel: "Багата Настя на таланти та щедрість", "Veel talent bij Nastia (Anastasiya Markovich)" van G. Sheredarik.
- 2007, Het boek: Світ Левкасу or The World of Levkas van Mykola Storozhenko en uitgegeven door: Ministry of Culture and Tourism of Ukraine and Academy of Arts of Ukraine.[2] Met een voorwoord van de premier van Oekraïne, Viktor Janoekovytsj.
- 2008, Certificaat ontvangen van de President van de Academy of Arts of Ukraine, A. V. Chebykin.
- 2008, Artikel in het blad Версії, nr 51(258) 19-12/26-12 2008 met als titel: "Талановиті Марковичі", "Talent bij Markovich" van Ludmila Cheredarik.